# Città di rilevanza regionale dell'Ucraina
Le città di rilevanza regionale dell'Ucraina (in ucraino міста обласного значення?) erano suddivisioni territoriali di secondo livello del Paese, equordinate ai distretti. Tali centri, pertanto, non appartenevano ad alcun distretto, ma erano suddivisioni territoriali a sé stanti. Sono state abolite dalla riforma amministrativa del 2020.

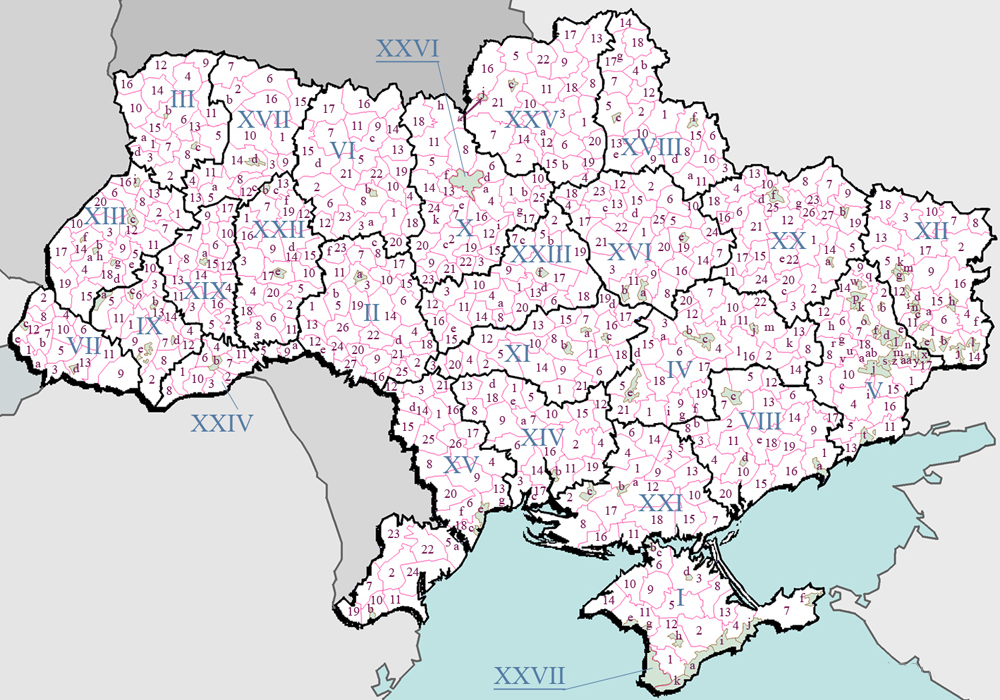
Distretti e città di importanza regionale dell'Ucraina prima della riforma amministrativa del 2020 (a partire dal 2006)

## Lista
Oblast' di Čerkasy 
| Città      | Nome in ucraino | Popolazione (2001) | Superficie (km²) | Densità (ab. su km²) |
| ---------- | --------------- | ------------------ | ---------------- | -------------------- |
| Čerkasy    | Черкаси         | 296.191            | 78               | 3.797                |
| Kaniv      | Канів           | 26.657             | 17               | 1.568                |
| Smila      | Сміла           | 69.720             | 40               | 1.743                |
| Uman'      | Умань           | 88.735             | 41               | 2.164                |
| Vatutine   | Ватутіне        | 20.971             | 11               | 1.906                |
| Zolotonoša | Золотоноша      | 29.925             | 45               | 665                  |

 Oblast' di Černihiv 
| Città               | Nome in ucraino     | Popolazione (2001) | Superficie (km²) | Densità (ab. su km²) |
| ------------------- | ------------------- | ------------------ | ---------------- | -------------------- |
| Černihiv            | Чернігів            | 304.994            | 71               | 4.296                |
| Nižyn               | Ніжин               | 76.625             | 43               | 1.782                |
| Novhorod-Sivers'kyj | Новгород-Сіверський |                    |                  |                      |
| Pryluky             | Прилуки             | 64.861             | 40               | 1.622                |

 Oblast' di Černivci 
| Città           | Nome in ucraino | Popolazione (2001) | Superficie (km²) | Densità (ab. su km²) |
| --------------- | --------------- | ------------------ | ---------------- | -------------------- |
| Černivci        | Чернівці        | 240.621            | 153              | 1.573                |
| Novodnistrovs'k | Новодністровськ | 10.342             | 3                | 3.447                |

 Oblast' di Charkiv 
| Città         | Nome in ucraino | Popolazione (2001) | Superficie (km²) | Densità (ab. su km²) |
| ------------- | --------------- | ------------------ | ---------------- | -------------------- |
| Charkiv       | Харків          | 1.470.902          | 306              | 4.807                |
| Čuhuïv        | Чугуїв          | 37.715             | 13               | 2.901                |
| Izjum         | Ізюм            | 56.114             | 40               | 1.403                |
| Kup"jans'k    | Куп'янськ       | 62.620             | 33               | 1.898                |
| Ljubotyn      | Люботин         | 26.945             | 31               | 869                  |
| Lozova        | Лозова          | 73.098             | 18               | 4.061                |
| Pervomajs'kyj | Первомайський   | 33.016             | 30               | 1.101                |

 Oblast' di Cherson 
| Città         | Nome in ucraino | Popolazione (2001) | Superficie (km²) | Densità (ab. su km²) |
| ------------- | --------------- | ------------------ | ---------------- | -------------------- |
| Cherson       | Херсон          | 367.188            | 423              | 868                  |
| Hola Prystan' | Гола Пристань   | 16.028             | 9                | 1.781                |
| Kachovka      | Каховка         | 38.238             | 31               | 1.233                |
| Nova Kachovka | Нова Каховка    | 74.599             | 223              | 335                  |

 Oblast' di Chmel'nyc'kyj 
| Città                  | Nome in ucraino       | Popolazione (2001) | Superficie (km²) | Densità (ab. su km²) |
| ---------------------- | --------------------- | ------------------ | ---------------- | -------------------- |
| Chmel'nyc'kyj          | Хмельницький          | 253.994            | 86               | 2.953                |
| Kam"janec'-Podil's'kyj | Кам'янець-Подільський | 99.610             | 26               | 3.831                |
| Netišyn                | Нетішин               | 34.340             | 66               | 520                  |
| Šepetivka              | Шепетівка             | 48.212             | 38               | 1.269                |
| Slavuta                | Славута               | 34.358             | 22               | 1.562                |
| Starokostjantyniv      | Старокостянтинів      | 35.206             | 17               | 2.071                |

 Oblast' di Dnipropetrovs'k 
| Città          | Nome in ucraino | Popolazione (2001) | Superficie (km²) | Densità (ab. su km²) |
| -------------- | --------------- | ------------------ | ---------------- | -------------------- |
| Dnipro         | Дніпро          | 1.080.846          | 397              | 2.723                |
| Kam"jans'ke    | Кам'янське      | 262.704            | 150              | 1.751                |
| Kryvyj Rih     | Кривий Ріг      | 712.507            | 422              | 1.688                |
| Marhanec'      | Марганець       | 50.591             | 36               | 1.405                |
| Nikopol'       | Нікополь        | 136.280            | 50               | 2.726                |
| Novomoskovs'k  | Новомосковськ   | 72.439             | 36               | 2.012                |
| Pavlohrad      | Павлоград       | 118.816            | 59               | 2.014                |
| Peršotravens'k | Першотравневськ | 29.140             | 3                | 9.713                |
| Pokrov         | Покров          | 46.532             | 26               | 1.790                |
| Synel'nykove   | Синельникове    | 32.302             | 23               | 1.404                |
| Ternivka       | Тернівка        | 29.253             | 18               | 1.625                |
| Vil'nohirs'k   | Вільногірськ    | 23.782             | 10               | 2.378                |
| Žovti Vody     | Жовті Води      | 54.370             | 34               | 1.599                |

 Oblast' di Donec'k 
| Città          | Nome in ucraino | Popolazione (2001) | Superficie (km²) | Densità (ab. su km²) |
| -------------- | --------------- | ------------------ | ---------------- | -------------------- |
| Avdiïvka       | Авдіївка        | 37.210             | 29               | 1.283                |
| Bachmut        | Бахмут          | 113.360            | 74               | 1.532                |
| Charcyz'k      | Харцизьк        | 114.105            | 207              | 551                  |
| Chrestivka     | Хрестівка       | 30.910             | 7                | 4.416                |
| Čystjakove     | Чистякове       | 95.632             | 105              | 911                  |
| Debal'ceve     | Дебальцеве      | 52.214             | 38               | 1.374                |
| Dobropillja    | Добропілля      | 71.695             | 20               | 3.585                |
| Dokučajevs'k   | Докучаєвськ     | 25.265             | 119              | 212                  |
| Donec'k        | Донецьк         | 1.033.424          | 571              | 1.810                |
| Družkivka      | Дружківка       | 74.901             | 47               | 1.594                |
| Jasynuvata     | Ясинувата       | 37.552             | 19               | 1.976                |
| Jenakijeve     | Єнакієве        | 161.535            | 425              | 380                  |
| Horlivka       | Горлівка        | 314.660            | 422              | 746                  |
| Kostjantynivka | Костянтинівка   | 95.111             | 66               | 1.441                |
| Kramators'k    | Краматорськ     | 216.162            | 356              | 607                  |
| Lyman          | Лиман           | 29.610             | 192              | 154                  |
| Makiïvka       | Макіївка        | 432.830            | 426              | 1.016                |
| Mariupol'      | Маріуполь       | 514.548            | 244              | 2.109                |
| Myrnohrad      | Мирноград       | 55.815             | 23               | 2.427                |
| Novohrodivka   | Новогродівка    | 17.473             | 6                | 2.912                |
| Pokrovs'k      | Покровськ       | 83.251             | 39               | 2.135                |
| Šachtars'k     | Шахтарськ       | 71.658             | 51               | 1.405                |
| Selydove       | Селидове        | 62.589             | 108              | 580                  |
| Slov"jans'k    | Словянськ       | 146.585            | 74               | 1.981                |
| Snižne         | Сніжне          | 82.609             | 189              | 437                  |
| Torec'k        | Торецьк         | 87.024             | 62               | 1.404                |
| Vuhledar       | Вугледар        | 17.440             | 5                | 3.488                |
| Ždanivka       | Жданівка        | 14.793             | 2                | 7.397                |

 Oblast' di Ivano-Frankivs'k 
| Città            | Nome in ucraino  | Popolazione (2001) | Superficie (km²) | Densità (ab. su km²) |
| ---------------- | ---------------- | ------------------ | ---------------- | -------------------- |
| Bolechiv         | Болехів          | 21.219             | 300              | 71                   |
| Burštyn          |                  |                    |                  |                      |
| Ivano-Frankivs'k | Івано-Франківськ | 233.418            | 84               | 2.779                |
| Jaremče          | Яремча           | 21.450             | 657              | 33                   |
| Kaluš            | Калуш            | 67.902             | 65               | 1.045                |
| Kolomyja         | Коломия          | 61.989             | 41               | 1.512                |

 Oblast' di Kiev 
| Città       | Nome in ucraino | Popolazione (2001) | Superficie (km²) | Densità (ab. su km²) |
| ----------- | --------------- | ------------------ | ---------------- | -------------------- |
| Berezan'    | Березань        | 17.367             | 33               | 526                  |
| Bila Cerkva | Біла Церква     | 200.131            | 34               | 5.886                |
| Boryspil'   | Бориспіль       | 54.591             | 20               | 2.730                |
| Brovary     | Бровари         | 86.839             | 34               | 2.554                |
| Fastiv      | Фастів          | 51.976             | 43               | 1.209                |
| Irpin'      | Ірпінь          | 101.761            | 38               | 2.678                |
| Perejaslav  | Переяслав       | 31.634             | 32               | 989                  |
| Pryp"jat'   | Прип'ять        | 0                  | 6                | 0                    |
| Ržyščiv     | Ржищів          | 8.447              | 36               | 235                  |
| Slavutyč    | Славутич        | 24.402             | 21               | 1.162                |
| Vasyl'kiv   | Васильків       | 39.722             | 21               | 1.892                |

 Oblast' di Kirovohrad 
| Città         | Nome in ucraino | Popolazione (2001) | Superficie (km²) | Densità (ab. su km²) |
| ------------- | --------------- | ------------------ | ---------------- | -------------------- |
| Kropyvnyc'kyj | Кропивницький   | 262.543            | 103              | 2.549                |
| Oleksandrija  | Олександрія     | 104.461            | 61               | 1.712                |
| Svitlovods'k  | Світловодськ    | 57.609             | 45               | 1.280                |
| Znam"janka    | Знам'янка       | 35.569             | 15               | 2.371                |

 Oblast' di Leopoli 
| Città        | Nome in ucraino | Popolazione (2001) | Superficie (km²) | Densità (ab. su km²) |
| ------------ | --------------- | ------------------ | ---------------- | -------------------- |
| Boryslav     | Борислав        | 40.434             | 37               | 1.093                |
| Červonohrad  | Червоноград     | 85.359             | 17               | 5.021                |
| Drohobyč     | Дрогобич        | 99.982             | 41               | 2.439                |
| Leopoli      | Львів           | 758.526            | 171              | 4.436                |
| Moršyn       | Моршин          | 6.482              | 2                | 3.241                |
| Novyj Rozdil | Новий Розділ    | 28.227             | 8                | 3.528                |
| Sambir       | Самбір          | 36.556             | 15               | 2.437                |
| Stryj        | Стрий           | 62.479             | 17               | 3.675                |
| Truskavec'   | Трускавець      | 31.037             | 8                | 3.880                |

 Oblast' di Luhans'k 
| Città           | Nome in ucraino | Popolazione (2001) | Superficie (km²) | Densità (ab. su km²) |
| --------------- | --------------- | ------------------ | ---------------- | -------------------- |
| Alčevs'k        | Алчевськ        | 119.193            | 49               | 2.433                |
| Antracyt        | Антрацит        | 90.835             | 61               | 1.489                |
| Brjanka         | Брянка          | 61.357             | 64               | 959                  |
| Chrustal'nyj    | Хрустальний     | 145.129            | 154              | 942                  |
| Dovžans'k       | Довжанськ       | 110.159            | 84               | 1.311                |
| Holubivka       | Голубівка       | 45.012             | 35               | 1.286                |
| Kadiïvka        | Кадіївка        | 108.266            | 92               | 1.177                |
| Luhans'k        | Луганськ        | 503.248            | 286              | 1.760                |
| Lysyčans'k      | Лисичанськ      | 133.258            | 96               | 1.388                |
| Pervomajs'k     | Первомайськ     | 80.622             | 89               | 906                  |
| Roven'ky        | Ровеньки        | 91.712             | 217              | 423                  |
| Rubižne         | Рубіжне         | 65.322             | 34               | 1.921                |
| Sjevjerodonec'k | Сєвєродонецьк   | 129.752            | 58               | 2.237                |
| Sorokyne        | Сорокине        | 118.168            | 77               | 1.535                |

 Oblast' di Mykolaïv 
| Città          | Nome in ucraino | Popolazione (2001) | Superficie (km²) | Densità (ab. su km²) |
| -------------- | --------------- | ------------------ | ---------------- | -------------------- |
| Južnoukraïns'k | Южноукраїнськ   | 38.206             | 24               | 1.592                |
| Mykolaïv       | Миколаїв        | 514.136            | 260              | 1.977                |
| Očakiv         | Очаків          | 16.929             | 13               | 1.302                |
| Pervomajs'k    | Первомайськ     | 70.170             | 25               | 2.807                |
| Voznesens'k    | Вознесенськ     | 42.634             | 23               | 1.854                |

 Oblast' di Odessa 
| Città                  | Nome in ucraino        | Popolazione (2001) | Superficie (km²) | Densità (ab. su km²) |
| ---------------------- | ---------------------- | ------------------ | ---------------- | -------------------- |
| Bilhorod-Dnistrovs'kyj | Білгород-Дністровський | 58.436             | 31               | 1.885                |
| Čornomors'k            | Чорномосрьк            | 63.726             | 25               | 2.549                |
| Izmaïl                 | Ізмаїл                 | 84.815             | 53               | 1.600                |
| Južne                  | Южне                   | 23.977             | 9                | 2.664                |
| Odessa                 | Одеса                  | 1.029.049          | 139              | 7.403                |
| Podil's'k              | Подільськ              | 40.718             | 15               | 2.715                |
| Teplodar               | Теплодар               | 8.830              | 3                | 2.943                |

 Oblast' di Poltava 
| Città          | Nome in ucraino | Popolazione (2001) | Superficie (km²) | Densità (ab. su km²) |
| -------------- | --------------- | ------------------ | ---------------- | -------------------- |
| Horišni Plavni | Горішні Плавні  | 54.313             | 174              | 312                  |
| Kremenčuk      | Кременчук       | 234.073            | 96               | 2.438                |
| Lubny          | Лубни           | 52.572             | 30               | 1.752                |
| Myrhorod       | Миргород        | 42.886             | 29               | 1.479                |
| Poltava        | Полтава         | 317.998            | 104              | 3.058                |

 Oblast' di Rivne 
| Città  | Nome in ucraino | Popolazione (2001) | Superficie (km²) | Densità (ab. su km²) |
| ------ | --------------- | ------------------ | ---------------- | -------------------- |
| Dubno  | Дубно           | 39.146             | 27               | 1.450                |
| Ostroh | Острог          | 14.801             | 10               | 1.480                |
| Rivne  | Рівне           | 248.813            | 58               | 4.290                |
| Varaš  | Вараш           | 38.830             | 4                | 9.708                |

 Oblast' di Sumy 
| Città    | Nome in ucraino | Popolazione (2001) | Superficie (km²) | Densità (ab. su km²) |
| -------- | --------------- | ------------------ | ---------------- | -------------------- |
| Hluchiv  | Глухів          | 36.056             | 84               | 429                  |
| Konotop  | Конотоп         | 97.296             | 103              | 945                  |
| Lebedyn  | Лебедин         | 29.710             | 167              | 178                  |
| Ochtyrka | Охтирка         | 50.713             | 31               | 1.636                |
| Romny    | Ромни           | 50.929             | 29               | 1.756                |
| Šostka   | Шостка          | 87.130             | 36               | 2.420                |
| Sumy     | Суми            | 295.847            | 146              | 2.026                |

 Oblast' di Ternopil' 
| Città     | Nome in ucraino | Popolazione (2001) | Superficie (km²) | Densità (ab. su km²) |
| --------- | --------------- | ------------------ | ---------------- | -------------------- |
| Ternopil' | Тернопіль       | 227.755            | 59               | 3.860                |
| Berežany  | Бережани        |                    |                  |                      |
| Čortkiv   | Чортків         | 29.169             | 30               |                      |
| Kremenec' | Кременець       |                    |                  |                      |

 Oblast' della Transcarpazia 
| Città    | Nome in ucraino | Popolazione (2001) | Superficie (km²) | Densità (ab. su km²) |
| -------- | --------------- | ------------------ | ---------------- | -------------------- |
| Berehove | Берегове        | 27.235             | 15               | 1.816                |
| Chust    | Хуст            | 32.348             | 11               | 2.941                |
| Čop      | Чоп             | 8.919              | 2                | 4.460                |
| Mukačevo | Мукачевo        | 82.346             | 28               | 2.941                |
| Užhorod  | Ужгород         | 117.317            | 33               | 3.555                |

 Oblast' di Vinnycja 
| Città               | Nome in ucraino     | Popolazione (2001) | Superficie (km²) | Densità (ab. su km²) |
| ------------------- | ------------------- | ------------------ | ---------------- | -------------------- |
| Chmil'nyk           | Хмільник            | 27.898             | 20               | 1.395                |
| Kozjatyn            | Козятин             | 27.643             | 9                | 3.071                |
| Ladyžyn             | Ладижин             | 23.456             | 11               | 2.132                |
| Mohyliv-Podil's'kyj | Могилів-Подільський | 33.138             | 22               | 1.506                |
| Vinnycja            | Вінниця             | 356.665            | 61               | 5.847                |
| Žmerynka            | Жмеринка            | 37.349             | 18               | 2.075                |

 Oblast' di Volinia 
| Città                | Nome in ucraino      | Popolazione (2001) | Superficie (km²) | Densità (ab. su km²) |
| -------------------- | -------------------- | ------------------ | ---------------- | -------------------- |
| Kovel'               | Ковель               | 66.401             | 47               | 1.413                |
| Luc'k                | Луцьк                | 208.816            | 42               | 4.972                |
| Novovolyns'k         | Нововолинськ         | 58.688             | 17               | 3.452                |
| Volodymyr-Volyns'kyj | Володимир-Волинський | 38.256             | 17               | 2.250                |

 Oblast' di Zaporižžja 
| Città      | Nome in ucraino | Popolazione (2001) | Superficie (km²) | Densità (ab. su km²) |
| ---------- | --------------- | ------------------ | ---------------- | -------------------- |
| Berdjans'k | Бердянськ       | 124.959            | 83               | 1.506                |
| Enerhodar  | Енергодар       | 56.242             | 64               | 879                  |
| Melitopol' | Мелітополь      | 160.657            | 42               | 3.825                |
| Tokmak     | Токмак          | 36.275             | 32               | 1.134                |
| Zaporižžja | Запоріжжя       | 817.882            | 236              | 3.466                |

 Oblast' di Žytomyr 
| Città               | Nome in ucraino     | Popolazione (2001) | Superficie (km²) | Densità (ab. su km²) |
| ------------------- | ------------------- | ------------------ | ---------------- | -------------------- |
| Berdyčiv            | Бердичів            | 87.575             | 36               | 2.433                |
| Korosten'           | Коростень           | 66.669             | 30               | 2.222                |
| Malyn               | Малин               | 27.083             | 61               | 0.445                |
| Novohrad-Volyns'kyj | Новоград-Волинський | 56.259             | 27               | 2.084                |
| Žytomyr             | Житомир             | 284.236            | 61               | 4.660                |

 Repubblica autonoma di Crimea 
| Città           | Nome in ucraino  | Popolazione (2001) | Superficie (km²) | Densità (ab. su km²) |
| --------------- | ---------------- | ------------------ | ---------------- | -------------------- |
| Alušta          | Алушта           | 53.727             | 600              | 90                   |
| Armjansk        | Армянськ         | 26.187             | 162              | 162                  |
| Džankoj         | Джанкой          | 43.343             | 26               | 1.667                |
| Eupatoria       | Євпаторія        | 120.638            | 65               | 1.856                |
| Feodosia        | Феодосія         | 108.571            | 350              | 310                  |
| Jalta           | Ялта             | 144.434            | 283              | 510                  |
| Kerč'           | Керч             | 157.007            | 108              | 1.454                |
| Krasnoperekopsk | Красноперекопськ | 31.023             | 22               | 1.410                |
| Saky            | Саки             | 29.416             | 29               | 1.014                |
| Sinferopoli     | Сімферополь      | 363.597            | 107              | 3.398                |
| Sudak           | Судак            | 28.319             | 539              | 53                   |